# Wilhelminafontein (Gorinchem)

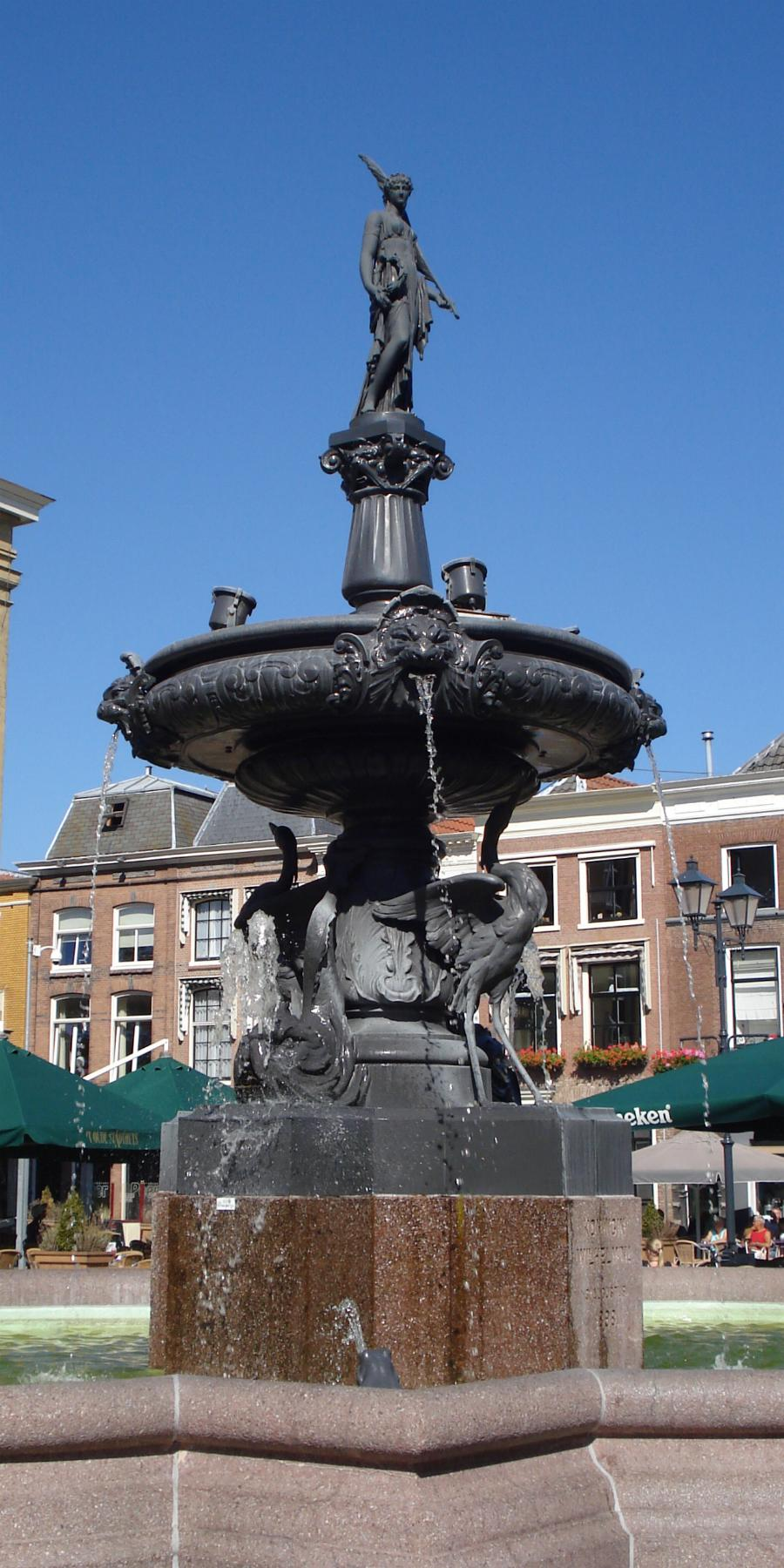
Wilhelminafontein in Gorinchem

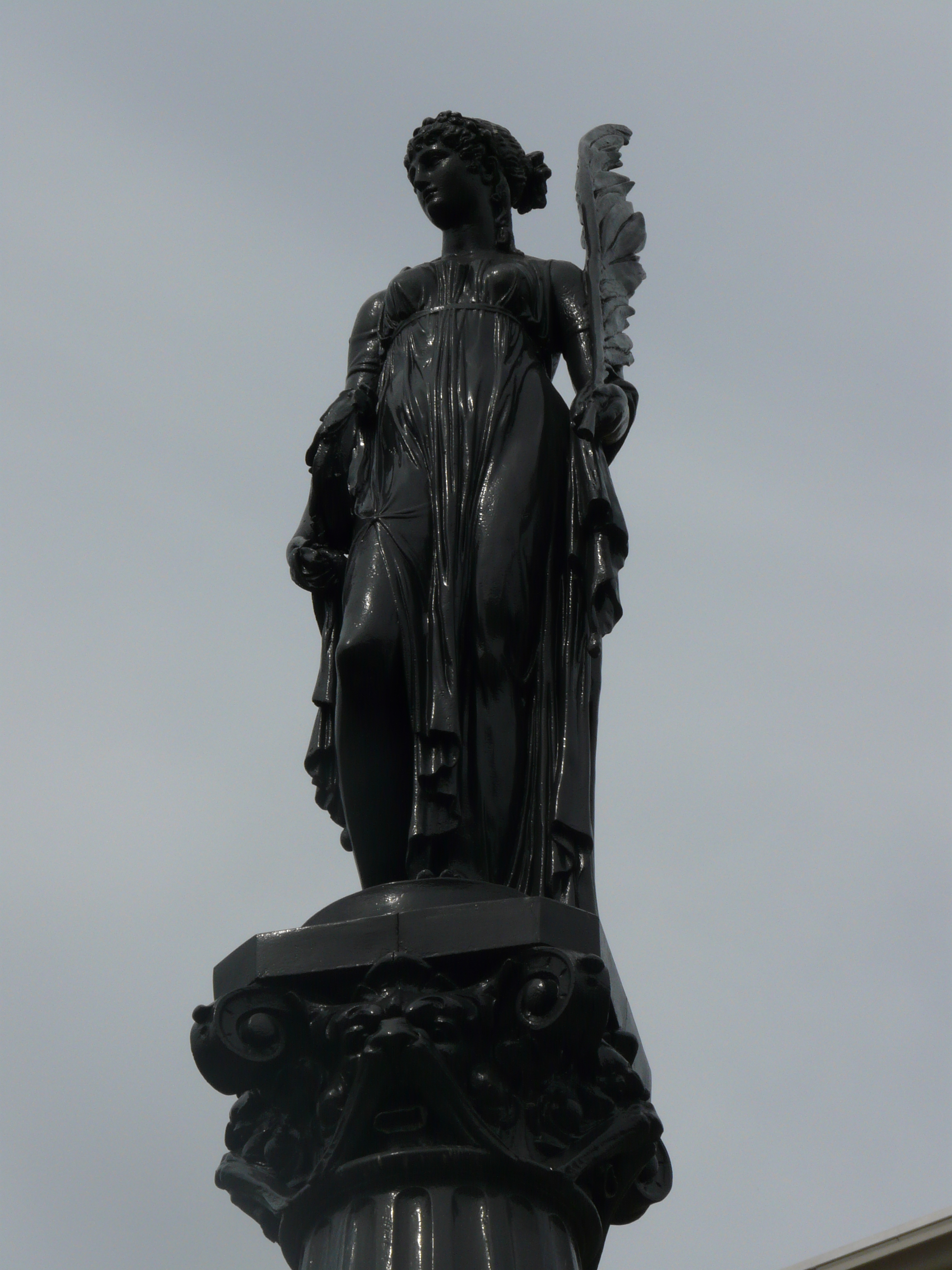
Beeld van vrouw op fontein

De Wilhelminafontein is een monument in het centrum van de Nederlandse stad Gorinchem. Het bouwwerk werd in 2002 opgenomen in het register van rijksmonumenten.
De fontein is vervaardigd door L. Schütz van de zinkfabriek Schütz te Zeist en werd in 1898 op de Grote Markt geplaatst ter gelegenheid van de troonsbestijging van koningin Wilhelmina.
Het ontwerp bestaat uit een zinken zuil waarop een vrouw met palmtak en lauwerkrans staat. De zuil staat in een bekken dat gedragen wordt door twee reigers en dolfijnen. Op de hoeken van het bekken zijn vier maskers als waterspuwers aangebracht. Het voetstuk van het bekken is op een kunst-granieten voetstuk geplaatst, waarin is gegraveerd: "Koningin Wilhelmina 31 Augustus 1898". Het geheel staat in een bassin dat geplaatst is op een sokkel van hardstenen treden. In de hoeken van het bassin zijn vier waterspuwende kikkers.
Al in 1889 was ter gelegenheid van de viering van het 40-jarig regeringsjubileum van koning Willem III een tijdelijke fontein op de Grote Markt geplaatst. De Feestcommissie kwam toen op het idee het overgebleven geld te bestemmen voor een vaste fontein. De gemeenteraad weigerde echter hiervoor een gedeelte van de Grote Markt af te staan. Negen jaren later was de stemming in de gemeenteraad geheel anders. Toen werd op 29 april met algemene stemmen besloten om ter gelegenheid van de inhuldiging van koningin Wilhelmina op de Grote Markt een monumentale fontein te plaatsen, "die een uiting is van de kracht onzer burgerij, maar welke ook een blijvend sieraad der Merwestad zal zijn". Uitvoering van het besluit is daarna voortvarend ter hand genomen, zodat de fontein op 15 september 1898 onthuld kon worden.